# Бейт-Зера

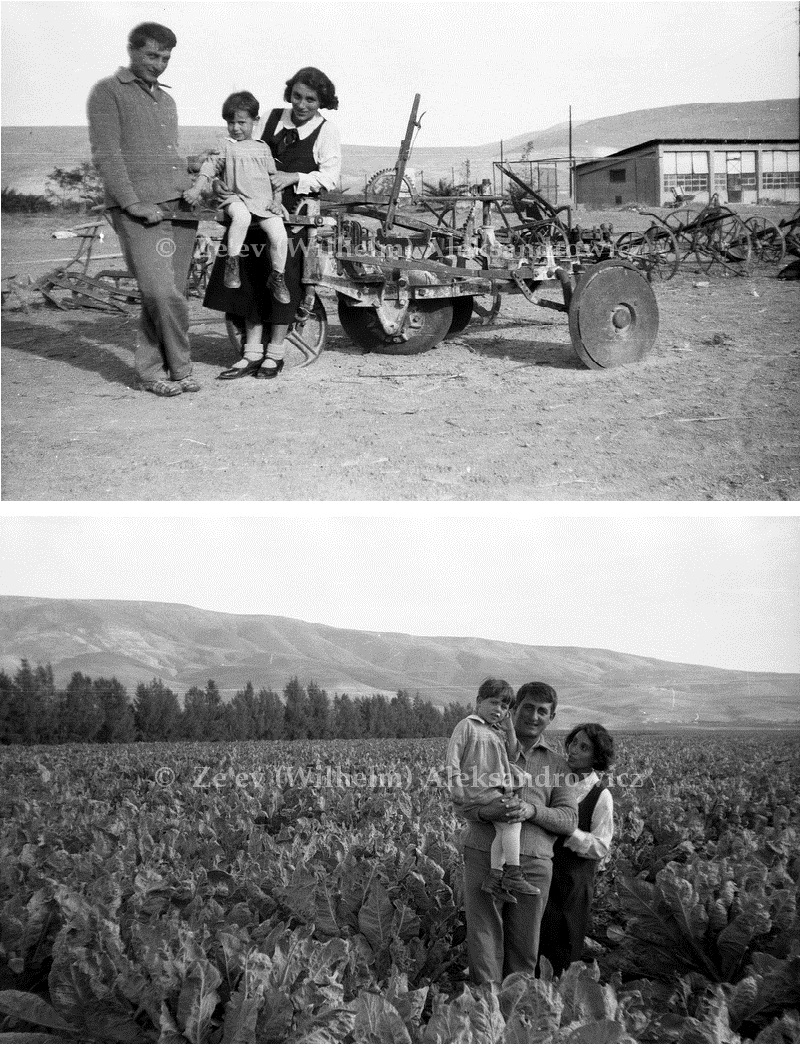
Бейт-Зера в 1933 году

Бейт-Зера (ивр. בית זרע‎) — кибуц движения ха-Кибуц ха-Арци, расположенный в Иорданской долине, примерно в 15 километрах к югу от Тверии. Находится на территории местного совета Эмек-ха-Ярден. Несмотря на то, что он был основан репатриантами из Германии ещё в 1921 году, кибуц претерпел ряд изменений, пока в сентябре 1927 года он не получил землю в этом месте.

## История

### До войны за Независимость
Бейт-Зера — четвёртый кибуц, основанный в долине реки Иордан после Дегании Алеф, Квуцат-Кинерет и Дгания Бет. Основатели были членами молодёжного движения Blau Weiss из Германии. Основное ядро кибуца было основано в 1919 году в деревне Маркенхофф в Германии, где члены группы проходили сельскохозяйственную подготовку. Поэтому они назвали себя «Группой Маркенхофф».
В 1921 году семь из членов этой группы в числе первых халуцим из Германии совершили алию в Палестину и обосновались в качестве небольшой сельскохозяйственной группы в Эйн-Ганим. Два года спустя 11 членов группы переехали в район Аль-Насра вблизи Афулы. В 1924 году группа переехала в долину реки Иордан, где они пытались обосноваться то в одном, то в другом месте, пока, наконец, в 1926 году не поселились в Ум-Джуни. Это место было предназначено для временного пребывания, и в июле 1927, когда хозяйственные и жилые постройки были разрушены землетрясением, члены группы вынуждены были переселиться в другое место. Переселение в Иорданскую долину состоялось 20 сентября 1927 года, а в ноябре того же года был построен первый дом. В кибуце тогда насчитывалось 34 члена.
Первоначально кибуц назывался Кфар-Гун, затем его назвали Кфар-Натан в честь Натана Лески, британского бизнесмена-сиониста, а затем кибуц получил своё нынешнее название. Термин «бейт зера» был распространен в период римского господства и после него. Так называли участок земли, где выращивали семенной материал. Название понравилось Хаиму Нахману Бялику и Шмуэлю Йосефу Агнону, которые поддержали желание членов кибуца дать ему такое название и нашли этому обоснование в древних источниках. Во многом благодаря авторитету известных литераторов это название было окончательно принято.

### Война за Независимость
15 мая 1948 года, на следующий день после провозглашения государства, кибуц был подвергнут бомбардировке сирийскими самолётами. В результате взрыва погибла Шейндл Кахане-Фройнд, одна из основательниц кибуца, другой кибуцник был ранен. 18 мая сирийцы захватили Цемах, поэтому было принято решение о срочной эвакуации в Хайфу женщин и детей. Около 80 членов кибуца под командованием Михаэля Циммермана остались на месте для обороны. У них было 21 винтовка, несколько автоматов и два пулемёта. В течение нескольких дней все находились на позициях, под обстрелом, ожидая атаки сирийских танков, прорывая ходы сообщения и устраивая проволочные заграждения. Наступление сирийских войск произошло 21 мая в направлении кибуца Дегания-Алеф и было отбито. Тем самым был решён исход битвы за Иорданскую долину. Бейт-Зера и вся долина оказались вне опасности.
Вслед за отступлением сирийских войск жители арабской деревни Убайдия, которая находилась на холме возле Бейт-Зера, покинули свою деревню и ушли за Иордан, к подножию Галаадских гор. Хотя отношения между жителями Бейт-Зера и Убайдия были напряженными с самого момента появления кибуца, несколько членов кибуца пытались убедить уходящих арабов остаться, но безрезультатно.

### Развитие кибуца с момента основания до 2000 года
В 1928 году была разбита первая банановая плантация, а в 1930 году — первый фруктовый сад.
В 1930 году кибуц присоединился к движению «Кибуц Арци».
В 1934 году в кибуц «Бейт-Зера» влилась группа из 65 членов, принадлежавших молодёжному движению Ха-Шомер ха-Цаир, приехавших из Вильнюса.
В 1935 году в кибуце была открыта пекарня, а ещё через два года у хозяйства появилось стадо.
В 1936 году в кибуц впервые были приняты юноши и девушки из Германии, совершившие алию самостоятельно, без родителей..
В 1941 году жителями кибуца стала ещё одна группа движения «Ха-шомер ха-цаир» из Вильнюса численностью 80 человек, которая внесла важный вклад в его укрепление и оказала большое влияние на характер кибуца.
В 1943 году был построен холодильник, а также выкопаны рыбные пруды и кибуц начал продавать живую рыбу.
В 1946 году в кибуц влилась первая группа «Эшель» («Тамариск»), которая окончила обучение в институте Мишмар-ха-Эмек . С ней прибыла ещё одна группа выпускников того же института, «Орен» («Сосна»), в которой были молодые люди, иммигрировавшие из Польши.
В 1951 году к кибуцу присоединилась первое подразделение военных поселенцев из бригады «Нахаль» .
В 1963 году был основан завод по производству пластмассовых изделий. В том же году в кибуц влилась молодёжная группа «Офарим», последняя из подобных молодёжных групп.

### Кибуц в 2000-х годах
В 2008 году в кибуце начался процесс приватизации. По состоянию на 2017 год приватизация практически завершена, при этом за счёт местных отчислений сохраняются основные социальные гарантии в области здравоохранения, образования, ухода за больными и помощи инвалидам и малоимущим.
Основные направления деятельности кибуца — сельское хозяйство (плантации, полевые культуры, виноградники, выращивание скота) и промышленность (завод по производству пластмассовых изделий и оросительных систем), а также туризм и обслуживание. Некоторые члены работают за пределами кибуца, на предприятиях Иорданской долины, в колледже «Эмек Ярден» и в сфере туризма.

## Население
По данным Центрального статистического бюро Израиля, население на начало 2020 года составляло 578 человек.

## Образование
- Для детей дошкольного возраста в кибуце имеются ясли и детский сад.
- Учащиеся 1-8 классов посещают региональную школу в кибуце Афиким[англ.]; 9-12 классов посещают региональную школу в Бейт-Йерах.

В кибуце также действуют дополнительные образовательные структуры (классы, молодёжное движение и т. Д.) Занятия проводятся в течение всей недели, после уроков, а также по пятницам и праздничным дням.

## Известные члены кибуца
Среди членов кибуца первого поколения:
- Среди членов кибуца и его сыновей первое поколение (основатели и ветераны): Шмуэль Арад, музыкант, композитор и дирижёр;
- Даниэль Бен Нахум[ивр.] , писатель, поэт, публицист, критик и литературовед, редактор и переводчик;
- Биньямин Халеви, писатель, поэт, редактор и исследователь Библии;
- Залман Виноградов, археолог;
- Перец Мерхав[ивр.], сионистский активист, писатель и публицист, один из основателей движения «Мапам»,
- Яаков Амит, редактор газеты «аль ха-Мишмар»[ивр.],
- Йосеф Рорман, писатель.

Среди членов кибуца второго поколения:
- Шломо Арад, музыкант, композитор и аранжировщик (сын Шмуэля Арада);
- Эйтан Арнон, художник;
- Йонатан Бен Нахум, писатель (сын Даниэля Бен Нахума);
- Изхар Бен Нахум, историк (сын Даниэля Бен Нахума);
- Захра Рубин (Халеви), скульптор и художник (дочь Биньямина Халеви);
- Йоав Левитес Халеви, писатель и переводчик (сын Биньямина Халеви);
- Шломо Седан, актёр, оратор и писатель;

Среди членов кибуца третьего поколения:
- Илан Арад, музыкант, композитор и аранжировщик (внук Шмуэля Арада);
- Орен Нееман[ивр.], драматург, сценарист, режиссёр и контент-менеджер.

## Прочее
- Примерно в двух километрах к юго-западу от Бейт-Зера находится доисторический памятник Тель-Убайдия, место поселения человека, которое считается одним из самых старых в мире.